# Tsukiyama-dono
Tsukiyama-dono (築山殿) (1542 – 1579) est l'épouse officielle du shogun Tokugawa Ieyasu. C'est une fille du clan Imagawa, de Sekiguchi Chikanaga et d'une des sœurs cadettes d'Imagawa Yoshimoto, donc une de ses nièces. Elle est également descendante d'Imagawa Sadayo, important personnage du shogunat de Muromachi.

## Biographie
Tsukiyama-dono se marie en l'an 3 de l'ère Kōji (1557) avec Matsudaira Motonobu (nommé plus tard Matsudaira Motoyasu, puis Tokugawa Ieyasu). Avec celui-ci, la 2e année de l'ère Eiroku (1559), puis un peu plus tard, la 3e année de la même ère (1560), elle donne respectivement naissance à Matsudaira Nobuyasu (Tokugawa Nobuyasu) et Kame-hime.
Le 19e jour du 5e mois de la 3e année de l'ère Eiroku (12 juin 1560), son oncle Imagawa Yoshimoto est vaincu à la bataille d'Okehazama et son mari, Matsudaira Motoyasu, est forcé de se retirer à Okazaki. Le 3e mois de la 5e année de l'ère Eiroku (1562), son père Sekiguchi Chikanaga décide de se suicider avec son épouse, à la suite de l'accord conclu entre son gendre, Matsudaira Ieyasu, et Oda Nobunaga. Cet accord avait également attiré l'inimitié d'Imagawa Ujizane (père d'Imagawa Yoshimoto). À cause de cela, Tsukiyama-dono et les deux orphelins d'Udono Nagateru (mari d'une petite sœur d'Imagawa Yoshimoto et mort lors de la bataille), sont donnés en otage et déplacés du château de Sunpu vers Okazaki, base des opérations d'Ieyasu. Cependant, ils ne sont pas acceptés au château d'Okazaki et vivent confinés au temple Sōjini-ji, à l'extérieur du château, proche de la rivière Sugō-gawa.
La 10e année de l'ère Eiroku (1567), lorsque son fils Matsudaira Nobuyasu se marie à la fille aînée d'Oda Nobunaga, Toku-hime, elle vit encore hors du château.